# Lesklice severská
Lesklice severská (Somatochlora arctica) je druh vážky z podřádu šídel. Vyskytuje se hlavně na severu Evropy a ostrůvkovitě na lesních rašeliništích (typicky řídké blatkové porosty nebo prameniště v rašelinných smrčinách) střední a západní Evropy. V celém Česku je to vzácný druh. Je zapsaná v červeném seznamu ohrožených druhů bezobratlých jako druh ohrožený.

## Popis
Zadeček lesklice horské má délku 30–37 mm. Hruď má zelenou s kovovým leskem. Oči jsou lesklé, na temeni se dotýkají v přímce. Na čele mezi očima má dvě nespojené žluté skvrny. U základny zadních křídel může mít malé nažloutlé skvrny, mimoto jsou křídla čirá s rozpětím 60–70 mm. Plamka na křídlech je hnědá. Nohy má černé. Zadeček je tmavě zelený s bronzovým leskem se dvěma žlutými skvrnami na druhém článku (samička má na hřbetní části ještě dvě skvrny navíc).
Nymfa (larva) je dlouhá až 20 mm. Hřbet i bok zadečku má bez trnů.

## Způsob života
Nymfy žijí v rašelinných vodách, kde se vyvíjí čtyři roky. Dospělci létají většinou nad rašeliništím od května do září..